# Qadria erythromaculata
Qadria erythromaculata är en insektsart som först beskrevs av K. Ramakrishnan och Menon 1973.  Qadria erythromaculata ingår i släktet Qadria och familjen dvärgstritar. Inga underarter finns listade i Catalogue of Life.